# Lake Arbor (Maryland)
Lake Arbor es un lugar designado por el censo ubicado en el condado de Prince George en el estado estadounidense de Maryland. En el Censo de 2010 tenía una población de 9.776 habitantes y una densidad poblacional de 1.230,69 personas por km².

## Geografía
Lake Arbor se encuentra ubicado en las coordenadas 38°54′27″N 76°49′58″O / 38.90750, -76.83278. Según la Oficina del Censo de los Estados Unidos, Lake Arbor tiene una superficie total de 7.94 km², de la cual 7.79 km² corresponden a tierra firme y (1.96%) 0.16 km² es agua.

## Demografía
Según el censo de 2010, había 9.776 personas residiendo en Lake Arbor. La densidad de población era de 1.230,69 hab./km². De los 9.776 habitantes, Lake Arbor estaba compuesto por el 2.56% blancos, el 92.66% eran afroamericanos, el 0.27% eran amerindios, el 1.99% eran asiáticos, el 0.02% eran isleños del Pacífico, el 0.48% eran de otras razas y el 2.03% pertenecían a dos o más razas. Del total de la población el 2.45% eran hispanos o latinos de cualquier raza.